# Hy Lạp trong Ủy hội châu Âu
Hy Lạp không phải là một trong mười thành viên sáng lập của Ủy hội châu Âu, nhưng là quốc gia đầu tiên tham gia, ba tháng sau ngày tổ chức này được thành lập, vào ngày 9 tháng 8 năm 1949. Năm 1953, Quốc hội Hy Lạp nhất trí phê chuẩn hiệp ước nhân quyền của Ủy hội châu Âu, Công ước Châu Âu về Nhân quyền và nghị định thư đầu tiên của tổ chức. Hy Lạp đã đệ trình vụ kiện giữa các quốc gia đầu tiên trước Ủy ban Nhân quyền Châu Âu, Hy Lạp và Vương quốc Anh vào năm 1956, với cáo buộc vi phạm nhân quyền ở Síp thuộc Anh.
Năm 1967, sau một cuộc đảo chính quân sự, chính quyền Hy Lạp đã bãi bỏ nền dân chủ, tự đưa mình vào xung đột với Ủy hội châu Âu. Vào tháng 9 năm 1967, Đan Mạch, Na Uy, Thụy Điển và Hà Lan đã đệ đơn liên bang lên Ủy ban liên quan đến việc vi phạm nhân quyền ở Hy Lạp. Các hội nghị viện của Ủy hội châu Âu cũng đã bầu ra một báo cáo viên, Max van der Stoel, để điều tra tình hình ở Hy Lạp. Vào ngày 12 tháng 12 năm 1969, sau khi báo cáo vụ việc Hy Lạp của ủy ban bị rò rỉ, Hy Lạp rời khỏi Ủy hội châu Âu trước khi vấn đề có thể được đưa ra bỏ phiếu. Sau khi chính quyền quân sự sụp đổ, Hy Lạp tái gia nhập Ủy hội châu Âu vào ngày 28 tháng 11 năm 1974. Hy Lạp là quốc gia duy nhất rời khỏi Ủy hội châu Âu.
Hiến pháp Hy Lạp cấm cải đạo, một lệnh cấm mà Tòa án Nhân quyền châu Âu đã ra phán quyết là không phù hợp với Điều 9 trong nhiều trường hợp có ảnh hưởng, bao gồm  Larissis and others v. Greece và Kokkinakis v. Greece. Trong cả hai trường hợp, Tòa án nhận thấy rằng, mặc dù việc cấm cải đạo có thể được bào chữa trong một số trường hợp nhất định nhưng nhìn chung thì lệnh cấm này đã vi phạm quyền tự do tôn giáo.
Hy Lạp cũng tham gia các cơ quan của Ủy hội châu Âu, Ủy ban Châu Âu chống Phân biệt chủng tộc và Chủ nghĩa kỳ thị (ECRI), Ủy ban Phòng chống Tra tấn Châu Âu (CPT), và Nhóm các Quốc gia Chống Tham nhũng (GRECO).
Năm 2020, Hy Lạp đảm nhận chức vụ Chủ tịch Ủy hội châu Âu từ tháng 5 đến tháng 11. Năm đó, chính phủ Hy Lạp đề cử Tòa án Nhân quyền Châu Âu cho Giải Nobel Hòa bình.